# Shigeru Aburaya
Shigeru Aburaya (Japans: 油谷 繁, Aburaya Shigeru) (Nagato, 8 februari 1977) is een Japanse langeafstandsloper die zich heeft gespecialiseerd in de Marathon.
Hij nam in 2004 deel aan de Olympische Spelen van Athene en werd hier vijfde in 2:13.11. Deze wedstrijd werd gewonnen door de Italiaan Stefano Baldini in 2:10.55. Op de wereldkampioenschappen atletiek in 2003 en 2005 behaalde hij eveneens een vijfde plaats.

## Titels
- Japans kampioen marathon - 2001

## Persoonlijke records
| Onderdeel      | Prestatie | Datum           | Plaats    |
| -------------- | --------- | --------------- | --------- |
| 5.000 m        | 13.39,38  | 25 mei 2002     | Nobeoka   |
| 10.000 m       | 28.13,76  | 10 juni 2000    | Tottori   |
| 20 km          | 59.19     | 4 juli 2004     | Sapporo   |
| halve marathon | 1:01.54   | 10 maart 2002   | Yamaguchi |
| 25 km          | 1:15.05   | 2 december 2007 | Fukuoka   |
| 30 km          | 1:30.06   | 2 december 2007 | Fukuoka   |
| marathon       | 2:07.52   | 4 maart 2001    | Otsu      |

## Palmares

### Halve marathon
- 1999: 23e WK in Palermo - 1:03.26

### Marathon
- 2000: 7e Marathon van Otsu - 2:10.48
- 2001:  Marathon van Otsu - 2:07.52
- 2001: 5e WK in Edmonton - 2:14.07
- 2003:  marathon van Tokio - 2:09.30
- 2003: 5e WK in Parijs - 2:09.26
- 2004: 5e OS - 2:13.11
- 2006: 13e marathon van Londen - 2:14.49
- 2007: 5e marathon van Fukuoka - 2:10.30
- 2008: 10e marathon van Fukuoka - 2:13.48